# Jean-Claude Tochon
Jean-Claude Tochon es un deportista suizo que compitió en piragüismo en la modalidad de eslalon. Ganó seis medallas de bronce en el Campeonato Mundial de Piragüismo en Eslalon entre los años 1955 y 1963.

## Palmarés internacional
| Campeonato Mundial | Campeonato Mundial | Campeonato Mundial | Campeonato Mundial |
| Año                | Lugar              | Medalla            | Competición        |
| ------------------ | ------------------ | ------------------ | ------------------ |
| 1955               | Tacen (Yugoslavia) | Medalla de bronce  | C1 por equipos     |
| 1957               | Augsburgo (RFA)    | Medalla de bronce  | C1 individual      |
| 1959               | Ginebra (Suiza)    | Medalla de bronce  | C1 por equipos     |
| 1961               | Hainsberg (RDA)    | Medalla de bronce  | C1 por equipos     |
| 1963               | Spittal (Austria)  | Medalla de bronce  | C1 individual      |
| 1963               | Spittal (Austria)  | Medalla de bronce  | C1 por equipos     |